# Neolissochilus tweediei
Neolissochilus tweediei és una espècie de peix cipriniforme de la família dels ciprínids que es troba a la península de Malaca.